# Shekhpura
Shekhpura là một thị trấn thống kê (census town) của quận Patiala thuộc bang Punjab, Ấn Độ.

## Nhân khẩu
Theo điều tra dân số năm 2001 của Ấn Độ, Shekhpura có dân số 1932 người. Phái nam chiếm 53% tổng số dân và phái nữ chiếm 47%. Shekhpura có tỷ lệ 68% biết đọc biết viết, cao hơn tỷ lệ trung bình toàn quốc là 59,5%: tỷ lệ cho phái nam là 75%, và tỷ lệ cho phái nữ là 61%. Tại Shekhpura, 12% dân số nhỏ hơn 6 tuổi.